# Goldschmidt-Haus

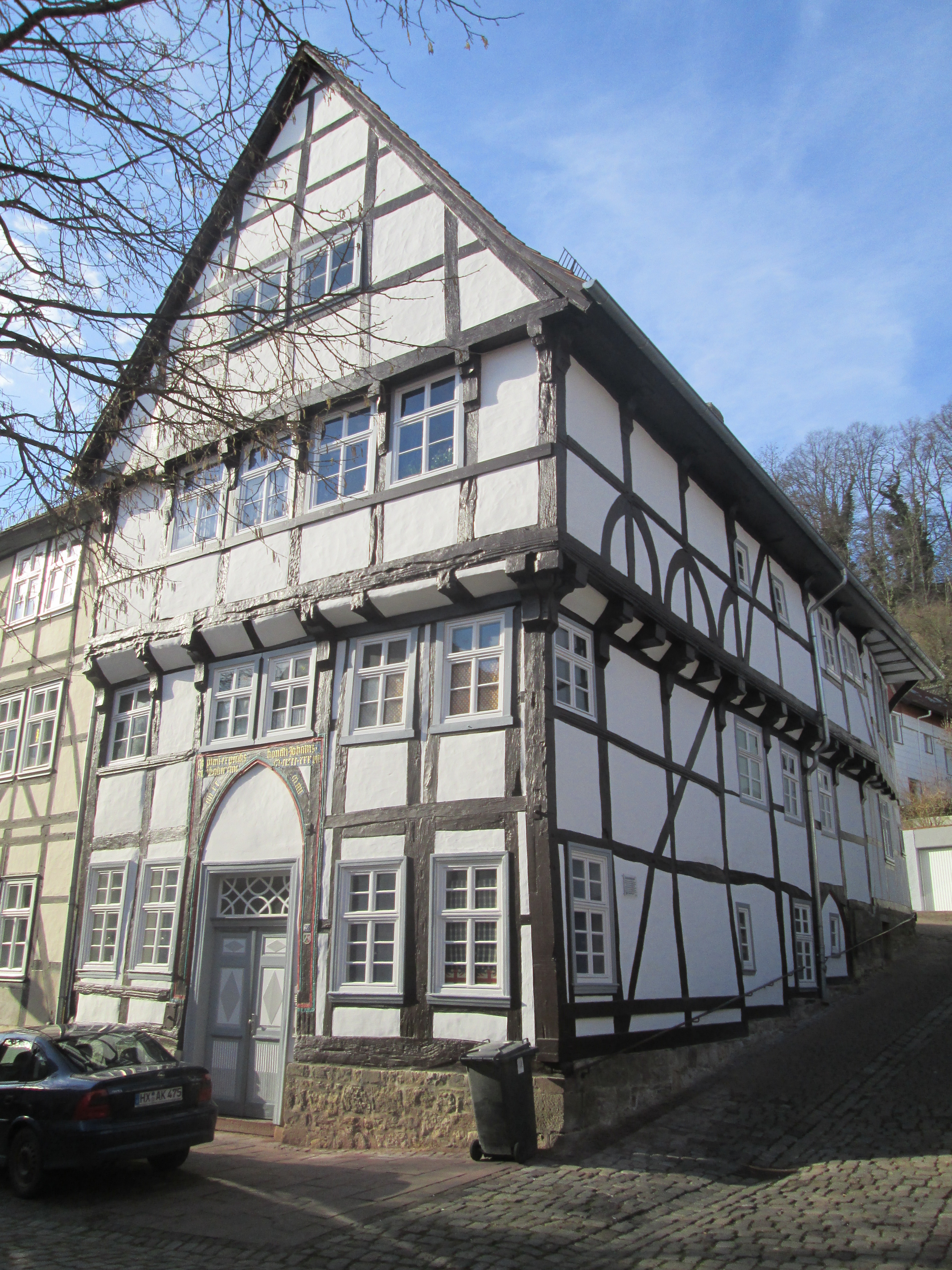
Das Goldschmidthaus 2011

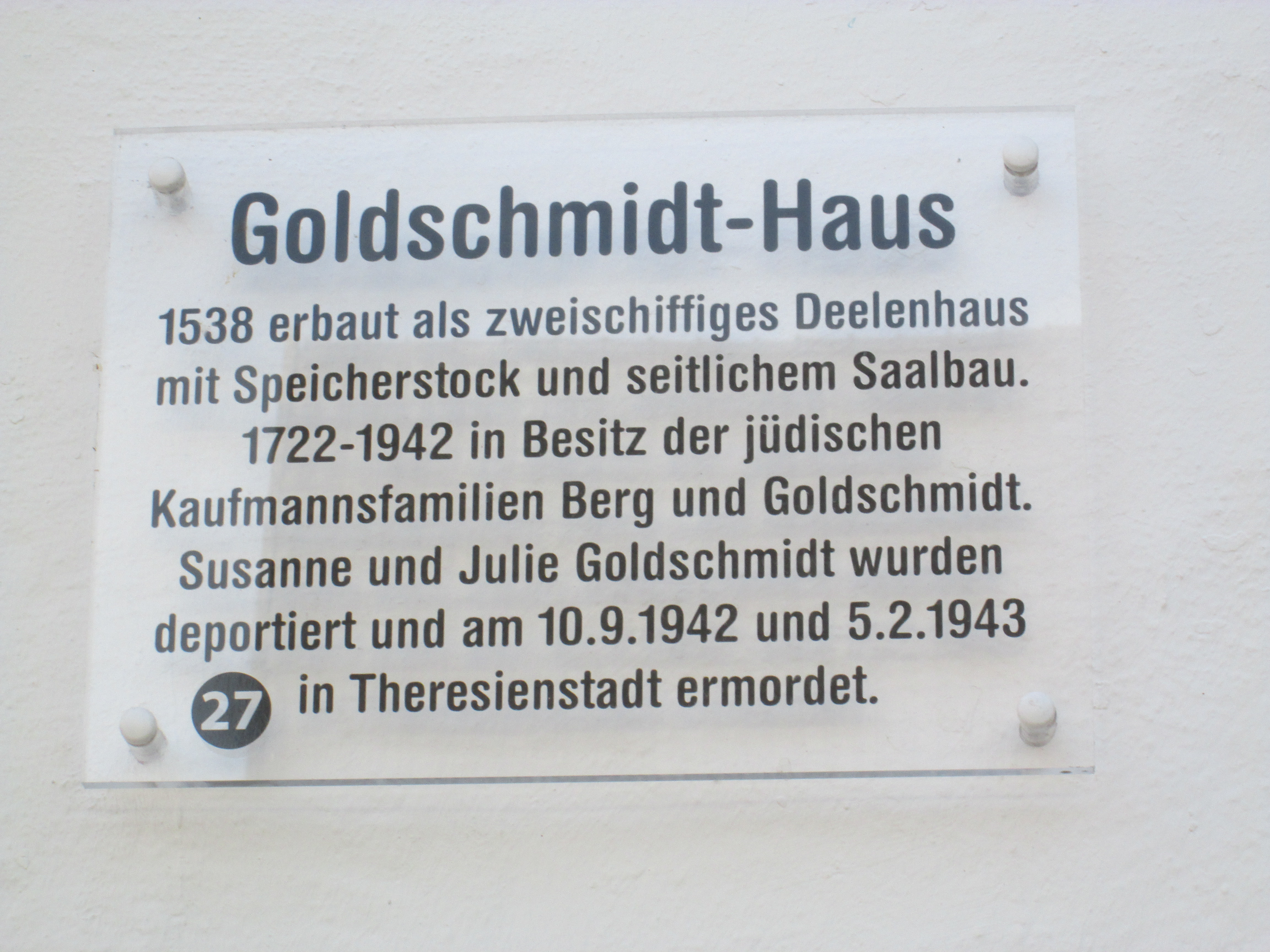
Gedenktafel am Goldschmidthaus

Das Goldschmidt-Haus ist ein 1538 errichtetes und als Baudenkmal ausgewiesenes Bürgerhaus in der Altstadt von Warburg (Nordrhein-Westfalen). Es liegt in der Joseph-Kohlschein-Straße 28 an der Ecke der Gasse an der unteren Burg, nahe der ehemaligen Synagoge der jüdischen Gemeinde von Warburg. Aufgrund der Religionszugehörigkeit seiner früheren Bewohner wurde es auch noch in der Nachkriegszeit als „Judenhaus“ bezeichnet.

## Architektur
Das dreigeschossige Haus hat eine Länge von 18,40 m bei einer Breite von ca. 8,70 m. Es ist aus Eichenbalken in Fachwerkbauweise errichtet, die Gefache sind verputzt und weiß gestrichen. Die Ständer gehen vom Erdgeschoss zum ersten Obergeschoss. Das zweite Obergeschoss und das Dachgeschoss kragen vor. Der Sturzbalken über dem spitzbogigen Eingangstor trägt die lateinische Inschrift „completú expensis honesti Johannis Asshoeer Anno M.cccc.xxxviii. iiiixx maii“.
Das Haus beinhaltete ursprünglich eine 18 m lange, 4,5 m breite und ca. 6 m hohe, befahrbare Längsdeele, die sich rechts in zwei niedrige Luchtnischen weitete und dadurch eine große Wirtschaftsfläche bot. Über den beiden Luchten wurden zwei kleine Schlafkammern angeordnet, die über eine steile Treppe durch zwei niedrige, spitzbogige Türen erschlossen wurden. Oberhalb der Deele wurde ein großer, zur Straße und zur Gasse über geschweifte Knaggen vorkragender Speicherstock mit einer Gesamtfläche von 8 m × 18 m aufgebaut. Weiteren Lagerraum bot der darüber liegende Dachboden, in dem zwischen zwei Firstsäulen eine Winde angebracht war, mit der die Güter von der Deele nach oben transportiert werden konnten. Links neben dem Giebelhaus wurde auf einen hohen Kellersockel aus Bruchsteinen ein dreigeschossiges Saalspeichergebäude direkt angebaut. Der halbtonnengewölbte Keller wurde von der Deele des Haupthauses aus über einen Kellerabgang erschlossen. Der Zugang zum ersten Speichergeschoss erfolgte ebenfalls von der Deele über einen hölzernen Galeriegang, der an den Fachwerkständern angebracht war und dessen Zapflöcher noch vorhanden sind.

## Geschichte

### 1538–1722: Die Familie Asshoeer
Nach der oben genannten Bauinschrift wurde das Haus „vollendet auf Kosten des ehrenhaften Johannis Asshoeer im Jahre 1538, 16. Mai“. Den Namen des Bauherrn gibt es in Warburg noch heute als Familiennamen Ashauer. Er kann übersetzt werden mit „Arschhauer“ oder „Schinkenhauer“ und bezeichnet damit eine Sonderform des Fleischers, der im Mittelalter allgemein Fleischhauer genannt wurde. Mit dem Adjektiv „honesti“ musste der Bauherr offenbar ausdrücklich auf seine Ehrenhaftigkeit, d. h. den Besitz der Bürgerrechts, hinweisen, denn viele der mit der Schlachterei zusammenhängende Berufe, wie zum Beispiel die Abdecker, galten im Mittelalter als unehrenhaft. Man kann davon ausgehen, dass der Bauherr den Fleischerberuf – neben einer üblichen, auf den eigenen Bedarf ausgerichteten, kleinbäuerlichen Landwirtschaft – auch noch persönlich ausgeübt und die Raumdisposition des Hauses hierzu ausgerichtet hat. Dafür spricht auch die Lage des Hauses in der Nähe des Altstädter Rathauses, in dessen Kellergeschoss sich die Fleischbänke befanden sowie die recht einfache, etwas grobe Bauart der Fachwerkkonstruktion.
Die letzten Eigentümer des Hauses aus der Familie des Bauherrn waren 1722 Elisabeth und Röttgert Asshöer, zusammen mit Ricus Vondey.

### 1722–1892: Salomon Leikes und die Familie Berg
Ab wann genau in dem Hause jüdische Familien wohnten, ist unsicher. Ron Chernow, der Verfasser der Geschichte der Bankiersfamilie Die Warburgs, gibt unter der Abbildung des Hauses Joseph-Kohlschein-Straße 28 an, dass die Vorfahren der Familie „von der Mitte des 16. Jahrhunderts bis ungefähr 1670“ im Hause gelebt hätten. Als Namen nennt er Samuel († 1595), seinen Sohn Jakob Simon († 1636), dessen Sohn Juspa-Joseph († 1678) und dessen Sohn Jacob Samuel Warburg, der 1647 nach Altona ging und dort 1668 starb. Jakob Simon habe der jüdischen Gemeinde im Bistum Paderborn vorgestanden und die Synagoge im eigenen Hause beherbergt. Dass sich die Synagoge in der Joseph-Kohlschein-Straße 28 befunden hat, ist jedoch unwahrscheinlich. Geht man davon aus, dass der Standort der Synagoge gleich geblieben ist, so muss sich um 1600 das Wohnhaus der Familie Warburg auf dem Eckgrundstück der heutigen Joseph-Kohlschein-Straße 26/An der Burg 4 befunden haben. Denn dort wurde 1714 das noch bestehende Synagogengebäude mit separatem Zugang An der Burg 4 erbaut, davor ein traufständiges zweigeschossiges Fachwerkhaus an der damaligen Oberestraße, das im späteren 18. und 19. Jahrhundert wohl dem Rabbiner als Wohnhaus diente und die Hausnummer 26 hatte. Beide Häuser sind im Urkataster 1831 verzeichnet. Daher ist das Stammhaus der Bankiersfamilie Warburg eher in einem verschwundenen Vorgängerbau dieser Gebäude zu sehen.

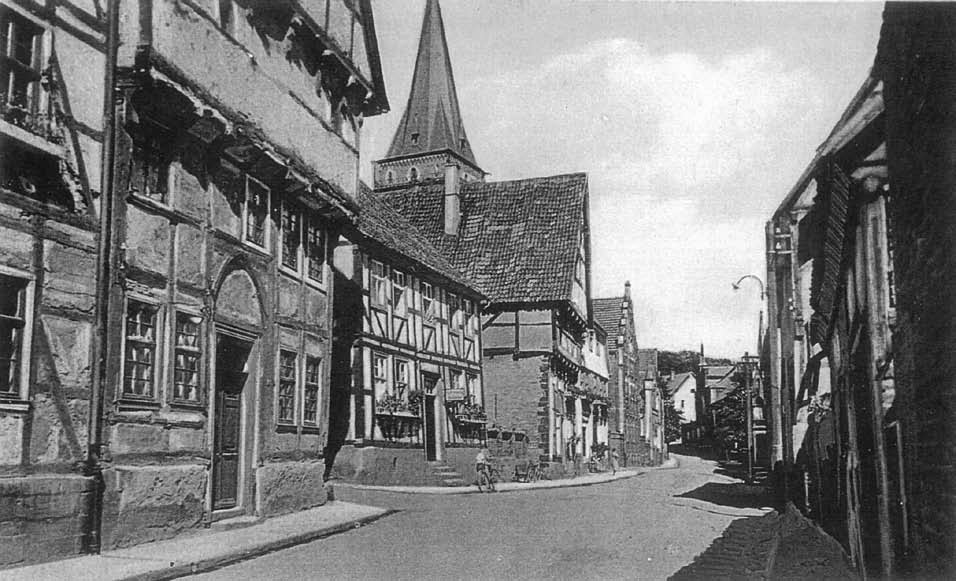
Die Joseph-Kohlschein-Straße, früher Oberestraße, mit den Hausnummern 28 und 26, um 1905

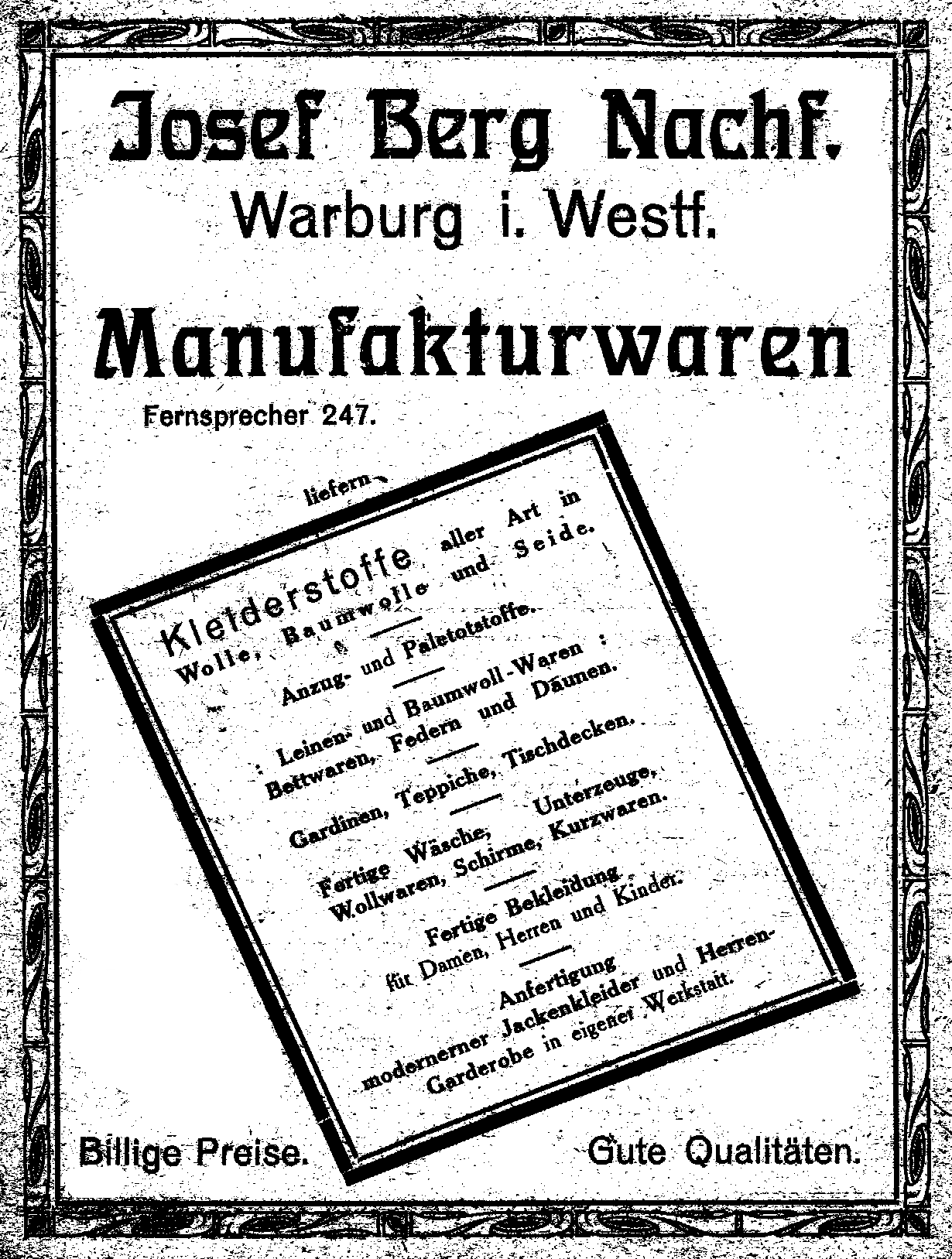
Anzeige von Josef Berg im Warburger Kreiskalender 1921

Das Gebäude des Hirsch-Kaufhauses in Amsterdam

Am 25. Januar 1722 verpfändeten Elisabeth und Röttgert Asshöer einen Hausanteil an den jüdischen Kaufmanns Salomon Leikes (= Lukas). Dabei ist denkbar, dass dieser bzw. seine Familie bereits sehr viel länger das Haus genutzt und sich auf diese Weise von Mietzahlungen freigekauft hatten. Salomon Leikes, der gem. Forensenkataster der Altstadt von 1755 mit „allerley waaren“ handelte, übernahm den zweiten Teil des Hauses 1749. Die Gesamtsumme für beide Hausteile betrug 6000 Reichsthaler. Wenngleich den Juden zu dieser Zeit noch untersagt war, Grundeigentum zu erwerben, so ist doch davon auszugehen, dass er mit der Zahlung dieser hohen Summe praktisch auf Lebenszeit die volle Verfügungsgewalt über das Haus erworben hatte. 1759 bekam Salomon Leikes einen Sohn und nannte ihn Herz Lucas. Während dieser Zeit erfolgte ein Umbau des Hauses, bei dem in der Deele eine Zwischendecke eingezogen wurde. Zudem wurden Schornsteine eingebaut, um eine bessere Beheizung und Nutzung zu ermöglichen. Aus dieser Umbauepoche sind noch drei nur 1,80 m hohe Kammertüren mit den zeittypischen Bekleidungsprofilen und schmiedeeisernen Rokokobeschlägen erhalten. Im Brandschatzkataster von 1787 wurden die Maße des Hauses mit 48 Fuß × 20 Fuß angegeben.
Herz Lucas übernahm das Haus von seinem Vater um 1800. Er war verheiratet mit Reichel Elkan aus Warburg. Das Paar bekam zwischen 1801 und 1810 vier Kinder: Pesgen, Hannchen, Salomon und Lucas. Nach Gründung des Königreichs Westphalen 1807 und der damit verbundenen jüdischen Emanzipation erhielt Herz Lucas die vollen Eigentumsrechte über das Haus und wählte daraufhin für seine Familie den Nachnamen Berg.
Salomon Berg erbte das Haus, führte den Warenhandel weiter und heiratete Sarah Levy, mit der er zwischen 1836 und 1840 vier Kinder bekam: Lucas, Lina, Moritz und Josef. Nach einem Brandschaden, dem der Giebel und der Saalspeicher zum Opfer fielen, ließ er in der Mitte des 19. Jahrhunderts den Saalspeicheranbau an der Joseph-Kohlschein-Straße abbrechen und durch ein neues, dreistöckiges Fachwerkhaus mit eigenem Eingang, dessen obere Etagen jedoch vom Altbau aus erschlossen wurden, ersetzen. Der Giebel wurde in leicht zurückgesetzter, schlichter Form erneuert. Der hintere Hausteil, der durch Wasserandrang vom Burgberg her schadhaft geworden war und sich stark gesenkt hatte, wurde neu fundamentiert und in Fachwerk neu errichtet. Schließlich wurden Haustür und Fenster im Stil des preußischen Klassizismus erneuert. 1849 gehörte der Kaufmann Berg zu den 36 besten Bürgen der damaligen Sparkasse Warburg. Nach dem Tode Sarah Levys heiratete Salomon Berg die wahrscheinlich aus Korbach stammende 17 Jahre jüngere Sophie Wittgenstein. Mit ihr bekam er zwischen 1851 und 1868 neun Kinder, von denen drei früh verstarben: Max, Fanny, Albert Sally, Selma, Juliette, Meinhard, Hermann, Simon und Moses. 1861 wohnte Salomon Berg mit seiner Familie, einer Magd und einem Gehilfen immer noch im Hause. Er starb 1891, seine Frau folgte ihm 1892. Auf ihrem Grabstein wurden die Worte eingraviert: „Ihr Leben war Liebe und Arbeit“. Die Söhne Lucas, Josef und Max gründeten erfolgreiche Texilgeschäfte in der Warburger Neustadt, Albert Sally begann 1873 eine Lehre in Brüssel und wurde später Mitgründer und Direktor des Modekaufhauses Hirsch in Amsterdam.

### 1892–1942: Die Familie Goldschmidt
1867 hatte der aus Hessen zugezogene jüdische Kaufmann Hesse (= Hesekiel) Goldschmidt mit seinem Bruder Jacob ein bescheidenes Handelsgeschäft mit Landesprodukten in Warburg gegründet. Möglicherweise war er ein Nachfahre des früheren Vorstehers der hessischen Landesjudenschaft, Benedikt Goldschmidt, der um 1602 von Frankfurt über Witzenhausen nach Kassel gezogen war. Als Hoffaktor und Bankier der hessischen Landgrafen hatte er 1635 beim Landgraf Wilhelm V. einen Erlass zur sofortigen Ausweisung aller in Kassel lebenden Juden mit Ausnahme seiner eigenen Familie erwirkt und damit den Grundstein für die starke Position seiner Familie in der Landgrafschaft Hessen-Kassel gelegt.
Als das Handelsgeschäft der Warburger Goldschmidt-Brüder in den Verlustbereich geriet, zog Jacob nach Marburg, während Hesse im „geringsten Umfange“ mit Vieh, Fellen, Borsten, Haaren, Flachs, Leinen, Metallen und Zigarren weiterhandelte. Er heiratete und bekam mehrere Kinder, darunter Julie, geboren am 16. Mai 1869 und Susanne, geboren am 18. Juni 1878. Zur Unterbringung seines Geschäfts und seiner Familie erwarb er das große Haus von der Erbengemeinschaft Berg und spezialisierte sich auf den Handel mit Antiquitäten, insbesondere mit Schränken, Truhen, Tischen und Leuchten aus der deutschen Renaissance. Nach Darstellung von Emil Herz war seine Liebe zu den Stücken so groß, dass er nur verkaufte, wenn finanzielle Not ihn dazu zwang.
Nach dem Tode Hesse Goldschmidts vor 1909 erbte seine Witwe Sophie das Anwesen und wohnte selbst mit ihren Kindern im Eckhaus. Mit dem Haus verbunden waren ferner Fr. Goldschmidt, der in den BKD Westfalen 1939 als Eigentümer aufgeführt wurde, und Arthur Goldschmidt, möglicherweise weitere Kinder Hesse Goldschmidts. Bei den Novemberpogromen gegen die Juden am 9. November 1938 blieb das Haus verschont. Arthur Goldschmidt verließ Warburg am 12. Juli 1940 mit dem Ziel Mülheim/Ruhr. Julie und Susanne Goldschmidt wurden in hohem Alter am 28. Juli 1942 gemeinsam in das Konzentrationslager Theresienstadt deportiert. Nach der 11. Verordnung zum Reichsbürgergesetz vom 25. November 1941 fiel das Haus an das Deutsche Reich. Susanne Goldschmidt wurde am 10. September 1942, Julie Goldschmidt am 5. Februar 1943 in Theresienstadt ermordet.

### Das Haus seit 1942

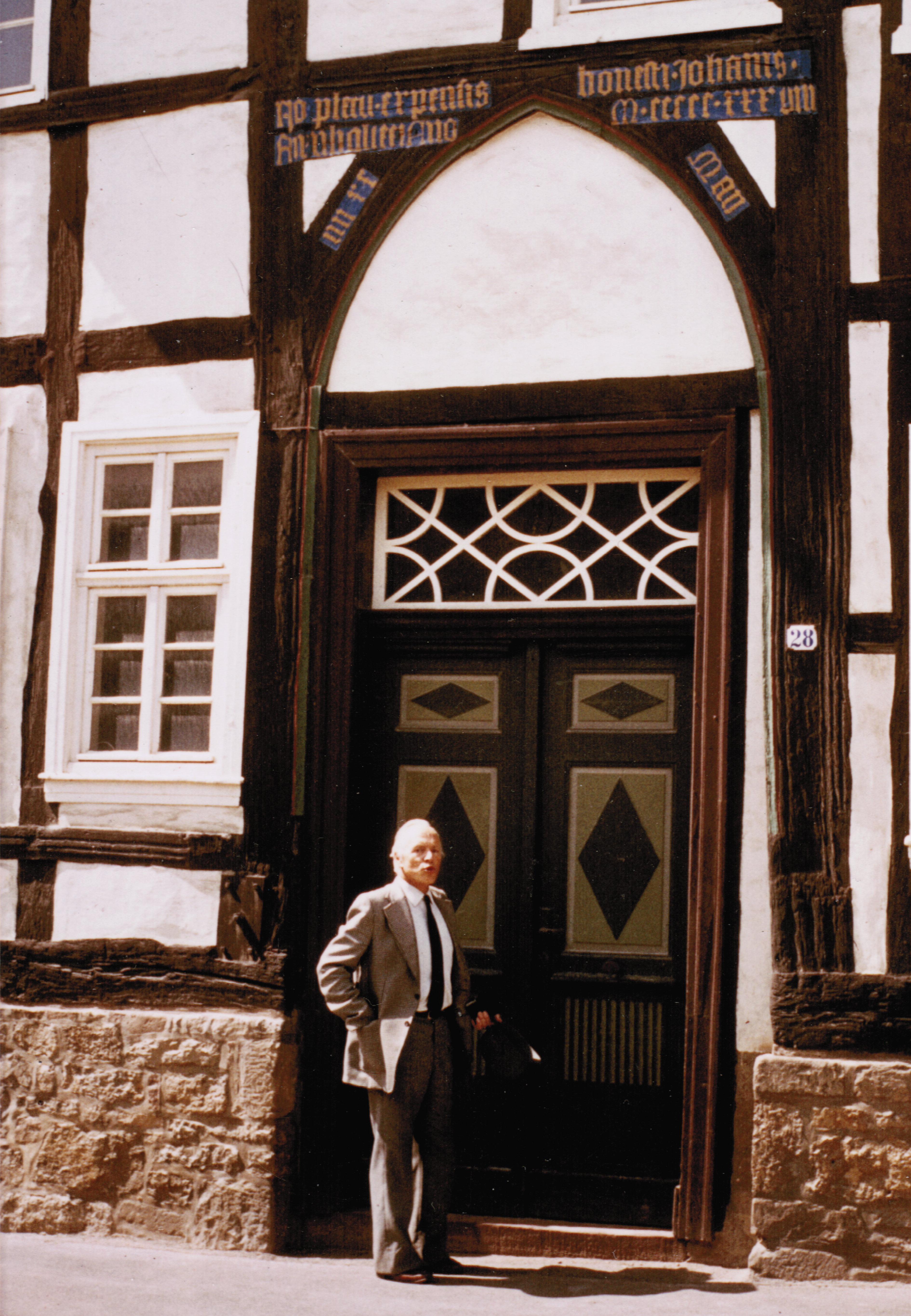
Edgar Schlubach nach Erwerb des Hauses 1979

Nach Ende des Zweiten Weltkrieges und mit der Übernahme der Regierung durch die Alliierten wurde das Haus nach seiner Rückerstattung an eine jüdische Treuhandgesellschaft von der Stadt Warburg erworben. Diese ließ es 1956 zum Mietshaus umbauen und 1979 privatisieren. Danach wohnten dort u. a. der Architekt Edgar Schlubach, der Kaufmann Henning von Bonin, die Cellistin Claudia Schwarze und der Orgelbauer Bernd Simon.

## Sonstige Quellen
- Forensenkataster der Altstadt Warburg von 1755 unter Nr. A21, Stadtarchiv Warburg
- Brandschaftskataster der Stadt Warburg von 1787, Stadtarchiv Warburg
- Verzeichnis der Judenhäuser 1804, C 8672, Stadtarchiv Warburg
- Bauantrag mit Plänen und Baubeschreibung vom 31. August 1955, Staatsarchiv Detmold.
- Elmar Nolte: Zur Geschichte des Hauses Joseph-Kohlschein-Straße 28 und seiner Bewohner, Erfurt 2006 (Unveröffentlichtes Manuskript)